# Championnats d'Eswatini de cyclisme sur route
Les championnats d'Eswatini de cyclisme sur route sont les championnats nationaux de cyclisme sur route organisés par la Fédération de l'Eswatini de cyclisme.

## Hommes

### Podiums de la course en ligne
| Année | Vainqueur      | Deuxième         | Troisième          |
| ----- | -------------- | ---------------- | ------------------ |
| 2012  | Tiago Oliveira |                  |                    |
| 2015  | Darren Dunn    | Joseph Waring    | Similo Nyoni       |
| 2016  | Sicelo Phiri   | Similo Nyoni     | Mduduzi Zwane      |
| 2017  | Muzi Shabangu  | Mduduzi Zwane    | Sabelo Mngometulu  |
| 2018  | Morgan Rudd    | Muzi Shabangu    | Gcina Banda        |
| 2019  | Muzi Shabangu  | Morgan Rudd      | Sihle Dlamini      |
| 2021  | Muzi Shabangu  | Morgan Rudd      | Kwanele Jele       |
| 2022  | Muzi Shabangu  | Kwanele Jele     | William Kelly      |
| 2023  | Kwanele Jele   | Muzi Shabangu    | Nzuzo Nsibandze    |
| 2024  | Kwanele Jele   | Lungelo Mlangeli | Sihlangu Sikhondze |
| 2025  | Kwanele Jele   | Muzi Shabangu    | Calvin Fakudze     |

## Femmes

### Podiums de la course en ligne
| Année | Vainqueur           | Deuxième            | Troisième           |
| ----- | ------------------- | ------------------- | ------------------- |
| 2016  | Linda Löffler       | Carol DuPont        | Wendy Reed          |
| 2021  | Dinize Wilsch       | Sebenele Magongo    | Nontsikelelo Mdlovu |
| 2022  | Nontsikelelo Mdlovu | Dinize Wilsch       | Sebenele Magongo    |
| 2023  | Nontsikelelo Mdlovu | Sebenele Magongo    | Shirley Motsa       |
| 2025  | Mandiswa Fakudze    | Nontsikelelo Mdlovu | -                   |

## Juniors Hommes

### Podiums de la course en ligne
| Année | Vainqueur     | Deuxième        | Troisième    |
| ----- | ------------- | --------------- | ------------ |
| 2012  | Jaydon Young  |                 |              |
| 2016  | Muzi Shabangu | Ncamiso Dlamini | Gcina Bhanda |

## Débutants

### Podiums de la course en ligne
| Année | Vainqueur   | Deuxième       | Troisième      |
| ----- | ----------- | -------------- | -------------- |
| 2012  | Ethan Young |                |                |
| 2016  | Mcebo Langa | Ncamiso Kunene | Sethu Vilakati |